# Vozera Palik
Vozera Palik (vitryska: Возера Палік) är en sjö i Belarus.   Den ligger i voblasten Minsks voblast, i den norra delen av landet, 90 km nordost om huvudstaden Minsk. Vozera Palik ligger 150 meter över havet. Arean är 7,9 kvadratkilometer. Den sträcker sig 7,0 kilometer i nord-sydlig riktning, och 4,1 kilometer i öst-västlig riktning.